# Halenia elliptica
Halenia elliptica är en gentianaväxtart som beskrevs av David Don. Halenia elliptica ingår i släktet Halenia och familjen gentianaväxter. Utöver nominatformen finns också underarten H. e. grandiflora.